# 791 (numero)
Settecentonovantuno (791) è il numero naturale dopo il 790 e prima del 792.

## Proprietà matematiche
- È un numero dispari.
- È un numero composto, con 4 divisori: 1, 7, 113, 791. Poiché la somma dei suoi divisori (escluso il numero stesso) è 121 < 791, è un numero difettivo.
- È un numero semiprimo.
- È un numero malvagio.
- È un numero congruente.
- È un numero intero privo di quadrati.
- È parte delle terne pitagoriche (105, 784, 791), (791, 2712, 2825), (791, 6360, 6409), (791, 44688, 44695), (791, 312840, 312841).

## Astronomia
- 791 Ani è un asteroide della fascia principale del sistema solare.
- NGC 791 è una galassia ellittica della costellazione dei Pesci.
- IC 791 è una galassia nella costellazione della Chioma di Berenice.

## Astronautica
- Cosmos 791 è un satellite artificiale russo.

## Altri ambiti
- La Route nationale 791 è una strada statale della Francia.